# Franco Selleri
Franco Selleri (Bologna, 1936. október 9. – 2013. november 20.) olasz elméleti fizikus és a Bari-i Egyetem professzora.
Doktori disszertációját 1958-ban védte meg a Bolognai Egyetemen. 1959-től az Istituto Nazionale di Fisica Nucleare tagja. További tagságai: New York-i Tudományos Akadémia, Louis de Broglie Alapítvány. A lengyel Gdanskie Towarzystwo Naukowe díjának birtokosa. Fő területei a részecskefizika, kvantummechanika, relativitáselmélet és a fizikával kapcsolatos tudománytörténet és tudományfilozófia.

## Könyvei
- 2009	Weak Relativity: The Physics of Space and Time Without Paradoxes
- 2007	Controlled Nucleosynthesis: Breakthroughs in Experiment and Theory
- 2007	El debate de la teoria cuantica (The Debate on Quantum Theory)
- 2003	Lezioni di relativita - da Einstein all etere di Lorentz
- 2002	La Natura del Tempo: Propagazioni super-luminali, paradosso dei gemelli, teletrasporto (The Nature of Time)
- 1998	Einstein, Podolsky, and Rosen Paradox in Atomic, Nuclear, and Particle Physics
- 1998	Open Questions in Relativistic Physics
- 1995	Advances in Fundamental Physics
- 1994	Frontiers of Fundamental Physics: Proceedings of an International Conference held September 27-30, 1993, in Olympia, Greece
- 1993	Fundamental Questions in Quantum Physics and Relativity: Collected Papers in Honor of Louis de Broglie
- 1993	International Conference on Bells Theorem and the Foundations of Modern Physics: Palazzo Del Ridotto, Cesena, Italy, 7-10 October, 1991
- 1992	Wave-Particle Duality
- 1990	Quantum Paradoxes and Physical Reality
- 1989	Fisica Senza Dogma (Physics without Dogma)
- 1988	Microphysical Reality and Quantum Formalism, Vol. 1 (Fundamental Theories of Physics)
- 1988	Microphysical Reality and Quantum Formalism, Vol. 2 (Fundamental Theories of Physics)
- 1988	Quantum Mechanics versus Local Realism: The Einstein-Podolsky-Rosen Paradox (Physics of Atoms and Molecules)
- 1983/1990	Die Debatte um die Quantentheorie (The Debate on Quantum Theory)